# 6089 Izumi
6089 Izumi eller 1989 AF1 är en asteroid i huvudbältet som upptäcktes den 5 januari 1989 av den japanska astronomen Masahiro Koishikawa vid Ayashi-observatoriet i Japan. Den är uppkallad efter stadsdelen Izumi-ku i den japanska staden Sendai.
Asteroiden har en diameter på ungefär 4 kilometer.